# Herri Urrats

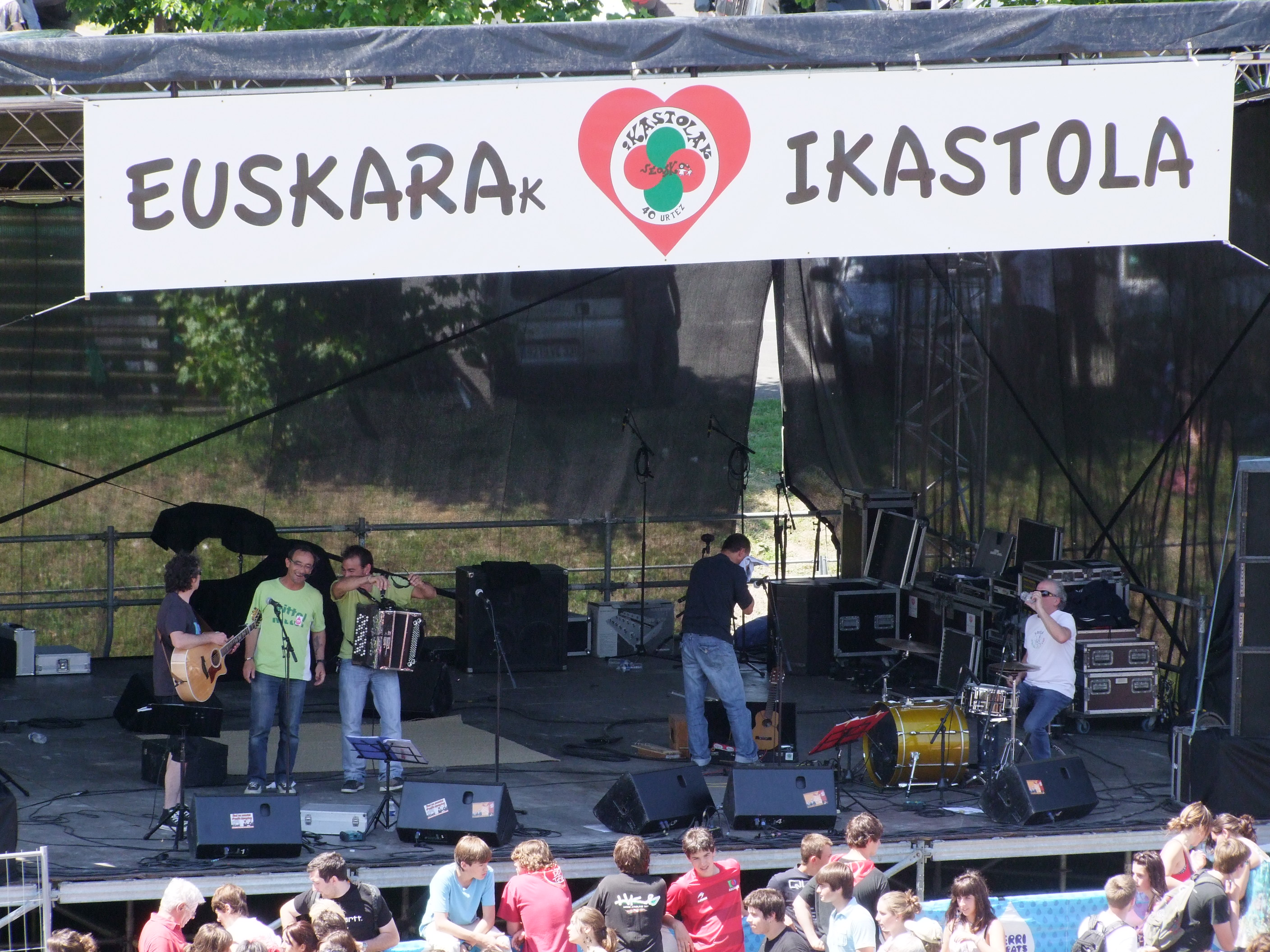
Image de la scène du festival en 2011

Herri Urrats (littéralement "Le pas du peuple" en français) est une fête annuelle organisée par Seaska, la fédération des ikastola en Iparralde. Elle se tient traditionnellement le deuxième dimanche du mois de mai autour du lac de Saint-Pée-sur-Nivelle et vise à recueillir des fonds pour financer la construction ou l'agrandissement d'établissements scolaires (écoles primaires, collèges et lycées) en langue basque au Pays basque ,. Les ikastola sont des établissements privés sous contrat associatif dont le fonctionnement dépend en partie de dons. 

## Histoire
La première édition de la fête est organisée en 1984 sur les rives du lac de Saint-Pée-sur-Nivelle, prévoyant des animations sportives et culturelles (txistulari, soka tira, bandas). L'objectif est d'encourager l'enseignement de la langue basque par le financement du réseau d'écoles géré par Seaska. Le maillage du territoire a permis d'enrayer la baisse du nombre de locuteurs dans un premier temps puis d'encourager son essor (près de 4000 élèves sont scolarisés dans des ikastola en 2019). Les dernières éditions de la fête ont généré entre 300 000 et 400 000 euros de bénéfice, soit près de la moitié du budget d'investissement annuel de la fédération. L'événement peut attirer jusqu'à 80 000 personnes environ. 
Le nom Herri Urrats fait référence au principe de l'événement, consistant à faire le tour à pied du plan d'eau.  
L'édition de mai 2020 est d'abord reportée en septembre 2020 puis finalement annulée à cause de la crise du Covid-19, menaçant le modèle économique de l'association. Pour 2021, Seaska a lancé une campagne de financement pour construire un nouveau collège destiné à absorber la hausse des effectifs dans les ikastola.  
Plusieurs établissements parmi les 37 établissements encadrés par Seaska en 2021 ont été construits ou agrandis en partie grâce aux fonds récoltés lors de la fête, notamment l'école d'Ossès, les collèges Xalbador de Cambo-les-Bains, Estitxu Robles à Bayonne et Manex Erdozaintzi-Etxart à Larceveau. 
Herri Urrats est également célébré dans plusieurs grandes villes comme Paris, Londres et Buenos Aires.  

## Défense de l'enseignement en langue basque
D'autres événements similaires de défense de l'enseignement en langue basque se déroulent chaque année dans d'autres provinces basques :  
- "Kilometroak" en Guipuscoa
- "Nafarroa Oinez" (eu) en Navarre
- "Ibilaldia" en Biscaye
- "Araba Euskaraz" (eu) en Alava

Cet événement se rapproche également de l'organisation de la course korrika, organisée tous les deux ans par la coordination des cours pour adultes AEK, qui poursuit l'objectif de sensibiliser à la défense de la langue basque.